# Porsche Macan 95B
Porsche Macan 95B är en SUV som den tyska biltillverkaren Porsche introducerade på bilsalongen i Los Angeles i november 2013.

## Porsche 95B Macan (2014-2018)

### Tekniska data
| Porsche Macan:                 | Macan                                                              | Macan S Diesel                                                     | Macan S                                                            | Macan GTS                                                          | Macan Turbo                                                        | Macan Turbo Performance                                            |
| ------------------------------ | ------------------------------------------------------------------ | ------------------------------------------------------------------ | ------------------------------------------------------------------ | ------------------------------------------------------------------ | ------------------------------------------------------------------ | ------------------------------------------------------------------ |
| Motor:                         | 4-cyl radmotor med turbo                                           | 6-cyl V-motor turbodiesel                                          | 6-cyl V-motor med turbo                                            | 6-cyl V-motor med turbo                                            | 6-cyl V-motor med turbo                                            | 6-cyl V-motor med turbo                                            |
| Cylindervolym:                 | 1984 cm³                                                           | 2967 cm³                                                           | 2997 cm³                                                           | 2997 cm³                                                           | 3604 cm³                                                           | 3604 cm³                                                           |
| Max effekt vid varvtal:        | 252 hk vid 5 000 v/min                                             | 258 hk vid 4 000 v/min                                             | 340 hk vid 5 500 v/min                                             | 360 hk vid 6 000 v/min                                             | 400 hk vid 6 000 v/min                                             | 440 hk vid 6 000 v/min                                             |
| Max vridmoment vid varvtal:    | 370 Nm vid 1600-4500 v/min                                         | 580 Nm vid 1750-2500 v/min                                         | 460 Nm vid 1450-5000 v/min                                         | 500 Nm vid 1650-4000 v/min                                         | 550 Nm vid 1350-4500 v/min                                         | 600 Nm vid 1500-4500 v/min                                         |
| Ventilstyrning:                | Dubbla överliggande kamaxlar per cylinderrad, variabla ventiltider | Dubbla överliggande kamaxlar per cylinderrad, variabla ventiltider | Dubbla överliggande kamaxlar per cylinderrad, variabla ventiltider | Dubbla överliggande kamaxlar per cylinderrad, variabla ventiltider | Dubbla överliggande kamaxlar per cylinderrad, variabla ventiltider | Dubbla överliggande kamaxlar per cylinderrad, variabla ventiltider |
| Kylning:                       | Vätskekylning                                                      | Vätskekylning                                                      | Vätskekylning                                                      | Vätskekylning                                                      | Vätskekylning                                                      | Vätskekylning                                                      |
| Kraftöverföring:               | 7-växlad växellåda med dubbelkoppling (PDK), fyrhjulsdrift         | 7-växlad växellåda med dubbelkoppling (PDK), fyrhjulsdrift         | 7-växlad växellåda med dubbelkoppling (PDK), fyrhjulsdrift         | 7-växlad växellåda med dubbelkoppling (PDK), fyrhjulsdrift         | 7-växlad växellåda med dubbelkoppling (PDK), fyrhjulsdrift         | 7-växlad växellåda med dubbelkoppling (PDK), fyrhjulsdrift         |
| Bromsar:                       | Ventilerade skivbromsar, ABS                                       | Ventilerade skivbromsar, ABS                                       | Ventilerade skivbromsar, ABS                                       | Ventilerade skivbromsar, ABS                                       | Ventilerade skivbromsar, ABS                                       | Ventilerade skivbromsar, ABS                                       |
| Hjulupphängning fram:          | Undre tvärlänkar, McPhersonben, skruvfjädrar, krängningshämmare    | Undre tvärlänkar, McPhersonben, skruvfjädrar, krängningshämmare    | Undre tvärlänkar, McPhersonben, skruvfjädrar, krängningshämmare    | Undre tvärlänkar, McPhersonben, skruvfjädrar, krängningshämmare    | Undre tvärlänkar, McPhersonben, skruvfjädrar, krängningshämmare    | Undre tvärlänkar, McPhersonben, skruvfjädrar, krängningshämmare    |
| Hjulupphängning bak:           | Multilänkaxel, skruvfjädrar, krängningshämmare                     | Multilänkaxel, skruvfjädrar, krängningshämmare                     | Multilänkaxel, skruvfjädrar, krängningshämmare                     | Multilänkaxel, skruvfjädrar, krängningshämmare                     | Multilänkaxel, skruvfjädrar, krängningshämmare                     | Multilänkaxel, skruvfjädrar, krängningshämmare                     |
| Kaross:                        | Självbärande kaross                                                | Självbärande kaross                                                | Självbärande kaross                                                | Självbärande kaross                                                | Självbärande kaross                                                | Självbärande kaross                                                |
| Hjulbas:                       | 2807 mm                                                            | 2807 mm                                                            | 2807 mm                                                            | 2807 mm                                                            | 2807 mm                                                            | 2807 mm                                                            |
| Längd x bredd x höjd:          | 4697 x 1923 x 1624 mm                                              | 4697 x 1923 x 1624 mm                                              | 4697 x 1923 x 1624 mm                                              | 4697 x 1923 x 1624 mm                                              | 4697 x 1923 x 1624 mm                                              | 4697 x 1923 x 1624 mm                                              |
| Topphastighet:                 | 229 km/h                                                           | 230 km/h                                                           | 254 km/h                                                           | 256 km/h                                                           | 266 km/h                                                           | 272 km/h                                                           |
| Acceleration 0 - 100 km/h:     | 6,7 s                                                              | 6,3 s                                                              | 5,4 s                                                              | 5,2 s                                                              | 4,8 s                                                              | 4,4 s                                                              |
| Bränsleförbrukning per 100 km: | 7,2 l                                                              | 6,1 l                                                              | 8,7 l                                                              | 8,8 l                                                              | 8,9 l                                                              | 9,4 l                                                              |

## Porsche 95B Macan facelift (2018-2024)

### Tekniska data
| Porsche Macan:                 | Macan                                                              | Macan S                                                            | Macan GTS                                                          | Macan Turbo                                                        |
| ------------------------------ | ------------------------------------------------------------------ | ------------------------------------------------------------------ | ------------------------------------------------------------------ | ------------------------------------------------------------------ |
| Motor:                         | 4-cyl radmotor med turbo                                           | 6-cyl V-motor med turbo                                            | 6-cyl V-motor med turbo                                            | 6-cyl V-motor med turbo                                            |
| Cylindervolym:                 | 1984 cm³                                                           | 2995 cm³                                                           | 2894 cm³                                                           | 2894 cm³                                                           |
| Max effekt vid varvtal:        | 245 hk vid 5 000 v/min                                             | 354 hk vid 5 400 v/min                                             | 380 hk vid 5 200 v/min                                             | 440 hk vid 5 700 v/min                                             |
| Max vridmoment vid varvtal:    | 370 Nm vid 1600-4500 v/min                                         | 480 Nm vid 1360-4800 v/min                                         | 520 Nm vid 1750-5000 v/min                                         | 550 Nm vid 1800-5600 v/min                                         |
| Ventilstyrning:                | Dubbla överliggande kamaxlar per cylinderrad, variabla ventiltider | Dubbla överliggande kamaxlar per cylinderrad, variabla ventiltider | Dubbla överliggande kamaxlar per cylinderrad, variabla ventiltider | Dubbla överliggande kamaxlar per cylinderrad, variabla ventiltider |
| Kylning:                       | Vätskekylning                                                      | Vätskekylning                                                      | Vätskekylning                                                      | Vätskekylning                                                      |
| Kraftöverföring:               | 7-växlad växellåda med dubbelkoppling (PDK), fyrhjulsdrift         | 7-växlad växellåda med dubbelkoppling (PDK), fyrhjulsdrift         | 7-växlad växellåda med dubbelkoppling (PDK), fyrhjulsdrift         | 7-växlad växellåda med dubbelkoppling (PDK), fyrhjulsdrift         |
| Topphastighet:                 | 225 km/h                                                           | 254 km/h                                                           | 261 km/h                                                           | 270 km/h                                                           |
| Acceleration 0 - 100 km/h:     | 6,7 s                                                              | 5,3 s                                                              | 4,9 s                                                              | 4,5 s                                                              |
| Bränsleförbrukning per 100 km: | 8,1 l                                                              | 8,9 l                                                              | 9,6 l                                                              | 9,8 l                                                              |